# 구루 (래퍼)

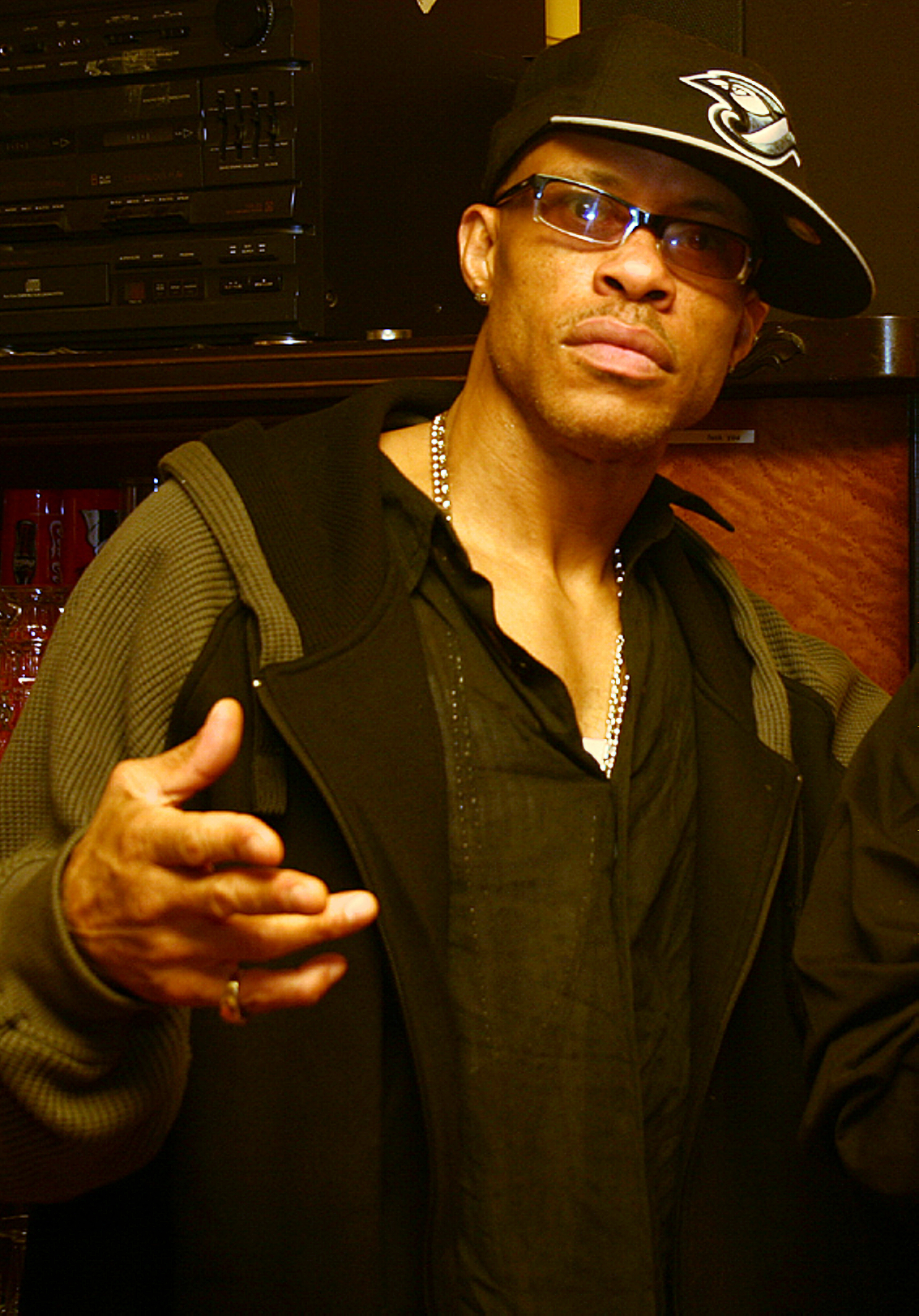
구루

구루(Guru, 본명: Keith Elam, 1961년 7월 17일 ~ 2010년 4월 19일)는 미국의 래퍼이며, 힙합듀오 갱 스타의 멤버였다. 보스턴에서 출생했으며, 그의 예명인 Guru는 Gifted Unlimited Rhymes Universa를 뜻한다.
힙합그룹 갱 스타로써 활발히 활동하고, 비영리단체를 통해 자선기부를 한 그는 2010년 2월 갑작스럽게 암을 선고 받았고, 투병생활 중 같은해 4월 19일 사망했다.